# Calpurnia de ambitu
Calpurnia de ambitu va ser una llei romana establerta a proposta del cònsol Gai Calpurni Pisó (que tenia per col·lega a Mani Acili Glabrió) el 686 de la fundació de Roma (67 aC).
Inhabilitava als condemnats per ambitus (suborn) a reclamar honors de cap mena, i es prometien recompenses als acusadors si podien provar el delicte.